# 薛礼庙
薛礼庙，位于鸭绿江南岸的朝鲜新义州。为纪念唐朝将领薛礼（即白袍將薛仁貴）而建，自大唐薛礼征东以来，在朝鲜深入民心。朝鲜人为了纪念薛礼，于统军亭相距不远的地方修建了薛礼庙。历经千年，依然香火不断。